# Bjørg Eva Jensen
Pour les articles homonymes, voir Jensen.
Bjørg Eva Jensen, née le 15 février 1960 à Larvik, est une patineuse de vitesse norvégienne.

## Biographie
Aux Jeux olympiques d'hiver de 1980 organisés à Lake Placid aux États-Unis, Bjørg Eva Jensen gagne son seul titre sur 3 000 mètres. Elle remporte également une médaille de bronze aux Championnats du monde toutes épreuves à Hamar en 1980. 

## Palmarès
| Compétition                           | Or             | Argent | Bronze |
| Jeux olympiques                       | 1980 (3 000 m) |        |        |
| Championnats du monde toutes épreuves |                |        | 1980   |
| Championnats d'Europe toutes épreuves |                |        |        |

## Records personnels
| Distance     | Temps         | Année |
| ------------ | ------------- | ----- |
| 500 mètres   | 42 s 40       | 1978  |
| 1 000 mètres | 1 min 24 s 30 | 1979  |
| 1 500 mètres | 2 min 8 s 61  | 1984  |
| 3 000 mètres | 4 min 29 s 28 | 1982  |
| 5 000 mètres | 7 min 50 s 4  | 1983  |